# Gnamptogenys chapmani
Gnamptogenys chapmani är en myrart som beskrevs av Brown 1958. Gnamptogenys chapmani ingår i släktet Gnamptogenys och familjen myror. Inga underarter finns listade i Catalogue of Life.